# Kanton Saint-Laurent-de-la-Salanque
Saint-Laurent-de-la-Salanque is een voormalig kanton van het Franse departement Pyrénées-Orientales. Het kanton maakte deel uit van het arrondissement Perpignan. Het werd opgeheven bij decreet van 26 februari 2014 met uitwerking op 22 maart 2015.

## Gemeenten
Het kanton Saint-Laurent-de-la-Salanque omvatte de volgende gemeenten:
- Claira
- Le Barcarès
- Saint-Hippolyte
- Saint-Laurent-de-la-Salanque (hoofdplaats)
- Torreilles